# Ordynacja Zamojska

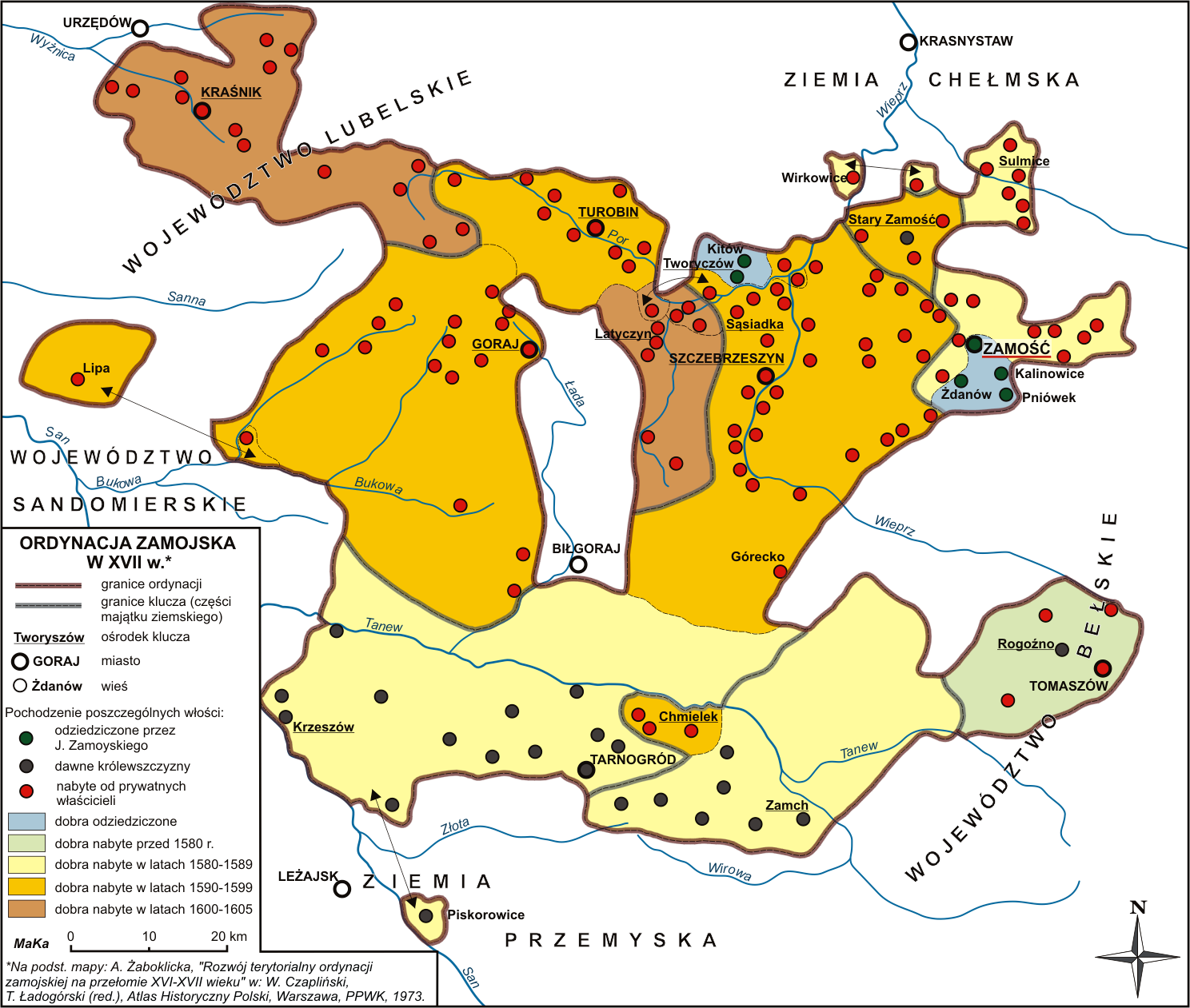
Zasięg Ordynacji Zamojskiej na początku XVII wieku

Ordynacja Zamojska – jedna z pierwszych ordynacji magnackich w Rzeczypospolitej, założona przez wielkiego kanclerza koronnego i hetmana Jana Zamoyskiego, a zatwierdzona ustawą sejmową z dnia 8 lipca 1589, została zlikwidowana po II wojnie światowej w ramach reformy rolnej.

## Utworzenie ordynacji

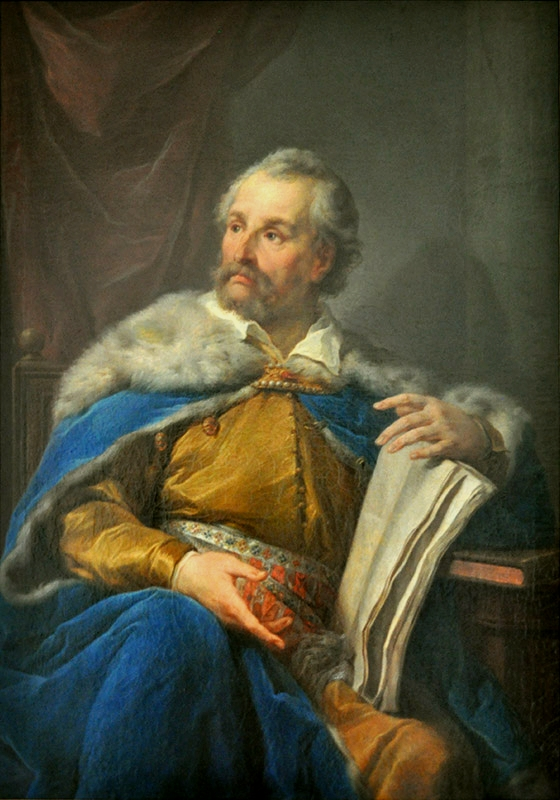
Jan Sariusz Zamoyski, założyciel ordynacji

Ordynacja Zamojska była drugą ordynacją po radziwiłłowskiej, wprawdzie powstałej 3 lata wcześniej, lecz zatwierdzonej w tym samym roku co zamojska.
Ordynacja to niepodzielny majątek, dziedziczony przez najstarszego potomka z rodu. Powstawała poprzez wyłączenie określonego obszaru ziemskiego spod ogólnych przepisów prawa i nadanie mu specjalnego statutu zatwierdzanego przez sejm. Zgodnie ze statutem dzielenie majątku oraz dziedziczenie go przez kobiety było zakazane. Sejm nakładał na ordynację obowiązek utrzymywania w pogotowiu stałej (proporcjonalnie do majątku) siły zbrojnej, gotowej do obrony kraju. Było to kosztowne, lecz dysponowanie liczną armią przysparzało splendoru, a przy niewielkiej sprawności aparatu sądowego państwa zapewniało bezpieczeństwo. Każdy nowy ordynat obejmujący władzę w Ordynacji zaprzysięgał w kościele przestrzeganie jej statutu. Zmian w treści statutu, nawet kilkakrotnie, udało się dokonać jedynie ordynatowi założycielowi w latach: 1590, 1591, 1593, 1601 i 1604.
Jan Zamoyski swoją karierę zaczynał mając 4 wsie odziedziczone po ojcu, kasztelanie chełmskim, Stanisławie Zamoyskim. Statutem ordynacji mógł objąć 2 miasta i 39 wsi. Pod koniec jego życia ordynacja obejmowała już 6 miast i 149 wsi o powierzchni 3830 km² i nazywana była „państwem zamojskim”. Wszystkie dobra własne i dzierżone starostwa kanclerza Zamoyskiego liczące 23 miasta i 816 wsi oraz zajmujące obszar 17 500 km² (niespełna 6% obecnej powierzchni Polski), rozrzucone były po całej Koronie oraz w Inflantach, tworząc większe skupiska na Podolu i wokół założonego przez hetmana Zamościa. Roczne dochody kanclerza szacowane były na 200 tys. ówczesnych złotych. Dla porównania, przeciętny dochód roczny ze średniej wielkości wsi wynosił wówczas ok. 200 złotych, zaś cały koszt zwycięskiej wyprawy połockiej Stefana Batorego z 56-tysięczną armią w 1579 kosztował skarb państwa ok. 330 tys. złotych.
Centralnym ośrodkiem ordynacji był Zamość, prywatne miasto-twierdza z wyższą uczelnią zwaną Akademią Zamojską, drukarnią oraz sądem (trybunał). Dzięki majątkowi i urzędom ordynacja w znacznym stopniu była jednostką samodzielną administracyjnie i gospodarczo, tworząc swoiste państwo w państwie.

## XVII wiek

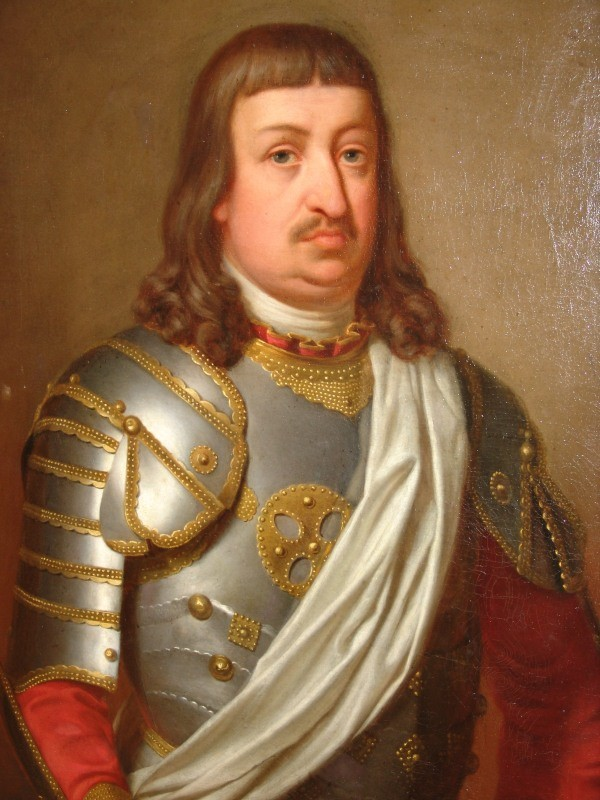
Jan Sobiepan Zamoyski, ostatni z pierwszej linii ordynatów.

Na czele ordynacji stał ordynat, którym zostawał najstarszy syn poprzednika. Ordynata każdorazowo zatwierdzał król, a spory majątkowe na tle ordynacji miał prawo rozstrzygać sejm. Do poważnego kryzysu doszło po bezdzietnej śmierci III ordynata Jana „Sobiepana” Zamoyskiego w 1665 r. Statut nadany przez fundatora stwierdzał: w pomienionych dobrach nikt, prócz mężczyzn, z prostej linii od niego (Jana Zamojskiego) pochodzących, z tych zaś jeden tylko, według porządku ... zawsze dziedziczył będzie, dobra powyższe posiadał i z nich użytkował... Siostra zmarłego ordynata, żona Jeremiego Wiśniowieckiego i matka późniejszego króla Michała Korybuta Wiśniowieckiego, księżna Gryzelda Wiśniowiecka, oraz Koniecpolscy, jako spadkobiercy drugiej siostry Sobiepana, Joanny Koniecpolskiej, wystąpili z roszczeniami spadkowymi, powołując się na ogólne zasady dziedziczenia obowiązujące w prawie polskim. Przeciwko nim wystąpili przedstawiciele młodszej linii Zamoyskich, pochodzącej od stryjecznego dziada fundatora, Macieja. Przewodził im kasztelan czernihowski Zdzisław Jan Zamoyski i jego syn Marcin. Rozpoczęła się walka w sądach, w sejmie i agitacja wśród szlachty na rzecz każdej ze stron. Potężna księżna, wspomagana przez Koniecpolskich, nie przejmowała się zbytnio roszczeniami uboższej, niemającej wielkich wpływów linii Zamoyskich i nie czekając na ostateczne rozstrzygnięcia zajęła siłą dobra ordynacji oraz inne, wolnodziedziczne posiadłości zmarłego. Użytkowała je do śmierci w 1672, kiedy to walki o spadek po „Sobiepanie” rozgorzały na nowo. Siostrzeniec księżnej, Stanisław Koniecpolski, podobnie jak ona, siłą zajął dobra. Opinia szlachecka, niechętna magnatom „królewiętom”, była po stronie Zamoyskich. Spodziewając się niekorzystnego rozstrzygnięcia, Koniecpolski prowadził we włościach rabunkową politykę. Antagoniści nie pozostawali dłużni, dokonując grabieżczych najazdów na majątki. Sprawa została rozstrzygnięta ostatecznie dopiero po śmierci króla Michała, wspierającego kuzyna, a co za tym idzie atakowanego przez Zamoyskich. Marcin Zamoyski miał o nim powiedzieć: Podobniejszy on mydło z korbką po Zamościu nosić, niżeli królować, co zresztą, nie jest jedyną przez historię przekazaną wypowiedzią, miernie oceniającą zdolności króla. Sejm w 1674 r. przyznał ordynację Marcinowi Zamoyskiemu. Spadkobiercy sióstr Jana „Sobiepana” otrzymali jego dobra wolnodziedziczne. Mimo że były one większe od ordynacji, Stanisław Koniecpolski nie mógł się z tym wyrokiem pogodzić i przy pomocy prywatnego wojska utrudniał IV ordynatowi przejęcie majątku. Potrzebne było dopiero zbrojne wystąpienie szlachty lubelskiej, aby usunąć magnata uzurpatora. Również poparcie nowego króla, Jana Sobieskiego, było po stronie jego współpracownika i żołnierza, Zamoyskiego.

### Nowa linia ordynatów
Średnio zamożny szlachcic Marcin Zamoyski objął ostatecznie ordynację w 1676 r. i tym samym awansował do grona największych posiadaczy ziemskich nie tylko Rzeczypospolitej, ale i całej Europy. W rękach tej linii Zamoyskich ordynacja pozostała do końca. Podupadła i wyniszczona rodzinnymi waśniami wymagała sprawnego zarządcy. Nowy ordynat podołał wyzwaniu, na co wskazuje sporządzona pod koniec jego życia w 1688 r. Mappa Ordynacyey Państwa Zamoyskiego. Wynika z niej, że do ordynacji należało wówczas 9 miast: Zamość, Goraj, Janów, Kraśnik, Krzeszów, Szczebrzeszyn, Tarnogród, Tomaszów, Turobin oraz 157 innych miejscowości. Oprócz majątków ziemskich działały w niej huty szkła i żelaza, młyny, browary oraz inne urządzenia przemysłowe. Odnowiona została także Akademia. Współpraca Marcina Zamoyskiego z królem Sobieskim i działalność na niwie państwowej, ukoronowana została tytułem wojewody lubelskiego i urzędem podskarbiego wielkiego koronnego. Przy okazji ordynat znacznie powiększał swój pozaordynacyjny, wolnodziedziczny majątek. Pomimo że kolejni ordynaci nie mieli problemów z następcami (wielu z nich miało liczne potomstwo), potrafili tak powiększać dobra wolnodziedziczne, również w oparciu o dochody z ordynacji, że wystarczało ich zazwyczaj na sowite zaopatrzenie młodszych potomków. Podstawowa funkcja ordynacji, czyli zapobieżenie zubożeniu rodu, została więc zrealizowana.

## XVIII wiek

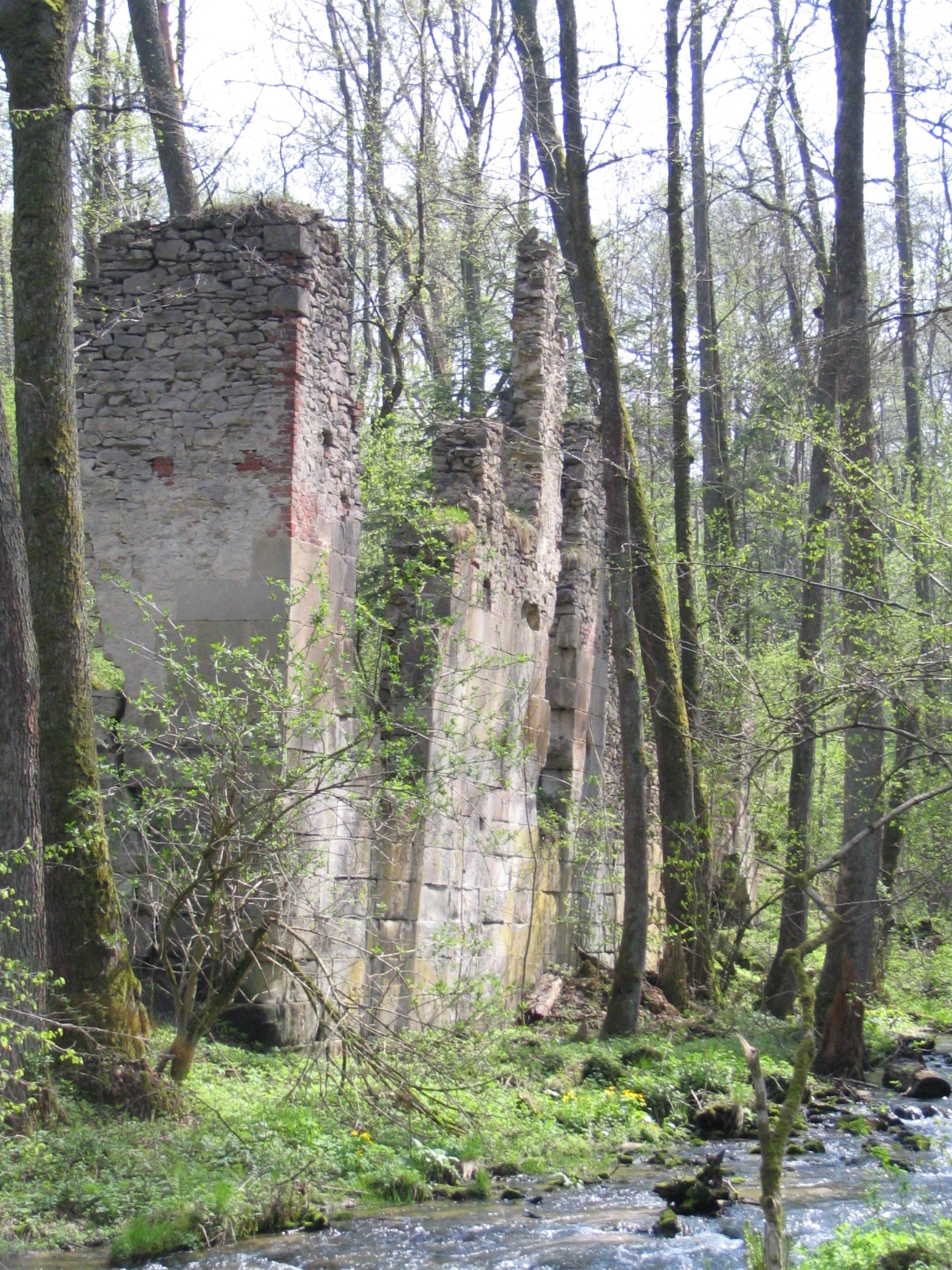
Ruiny starej papierni Zamoyskich

Nowa linia ordynatów nie wydała tak wybitnych jednostek jak kanclerz Jan Zamoyski, jednak potęga materialna rodu była zasadniczo wykorzystywana z rozmysłem, a wśród późniejszych Zamoyskich było wiele znakomitych i zasłużonych dla Polski osób. Na początku XVIII w. ordynację dotknęły, jak całe państwo, zniszczenia III wojny północnej. Po jej zakończeniu kolejni ordynaci starali się podnieść gospodarczo państwo zamojskie, lokując nowe osady, zakłady przemysłowe, ośrodki hodowli ryb, rozwijając handel. Chcąc rozwinąć eksport zboża, VII ordynat, Tomasz Antoni Zamoyski, zbudował flotyllę rzeczną ordynacji oraz porty rzeczne nad Sanem i Wisłą. W 1773 r. w Zwierzyńcu, IX ordynat, Jan Jakub Zamoyski, utworzył fabrykę porcelany i mydła. Powstawały również nowe pałacowe rezydencje.

### Rozbiory Polski
I rozbiór Polski w 1772 roku podzielił ordynację. W Rzeczypospolitej pozostały 4 miasta i 39 wsi zorganizowane w 6 kluczy ziemskich. 6 miast i 27 kluczy ze 150 wsiami znalazło się w cesarstwie austriackim. Austriacy uznali odrębność prawną ordynacji, jednak podział między dwa organizmy państwowe znacznie utrudnił zarząd. Ordynacja przynosiła wówczas 1 271 000 złotych rocznego przychodu i 271 000 zysku. Zabiegając o przychylne nastawienie cesarza Józefa II, X ordynat, kanclerz wielki koronny Andrzej Zamoyski, polski działacz państwowy (redaktor nieprzyjętego ostatecznie przez sejm tzw. Kodeksu Zamoyskiego, kodyfikującego polskie prawo sądowe), przyłączył się do akcji kolonizacyjnej i w swych dobrach osadził ok. 100 niemieckich rodzin. Dobre stosunki z dworem przyczyniły się do zatwierdzenia w 1786 przez Józefa II statutu ordynacji i uznania jej odrębności prawnej i terytorialnej. Wywołało to w Polsce zarzuty wobec Zamoyskiego i podejrzenia, że chce oderwać od Rzeczypospolitej całe włości, gdyż cesarski dyplom bezprawnie dotyczył również polskiej części ordynacji.
W okresie ostatecznego upadku I Rzeczypospolitej ordynacja przeżywała trudne chwile, gdyż jej dalsze trwanie zależne było od woli zaborców. Chcąc się uchronić przed niechęcią ze strony Rosji, a jednocześnie unikając jednoznacznej deklaracji o przystąpieniu do stronnictwa prorosyjskiego, XI ordynat, Aleksander August Zamoyski, przedstawił konfederatom zaświadczenie lekarskie poświadczające jego ciężką chorobę. To lawirowanie nie uchroniło dóbr ordynacji przed znacznymi zniszczeniami w czasie insurekcji kościuszkowskiej. Ostatecznie cała ordynacja znalazła się w granicach Austrii, co na kilkanaście lat zapewniło jej spokojny rozwój. W tym czasie w Tomaszowie Lubelskim powstała zatrudniająca 50 robotników fabryka fajansu, produkująca naczynia fajansowe i kamienne. Zbudowano również nowe cegielnie i rozwijano hutnictwo żelaza.

## XIX wiek

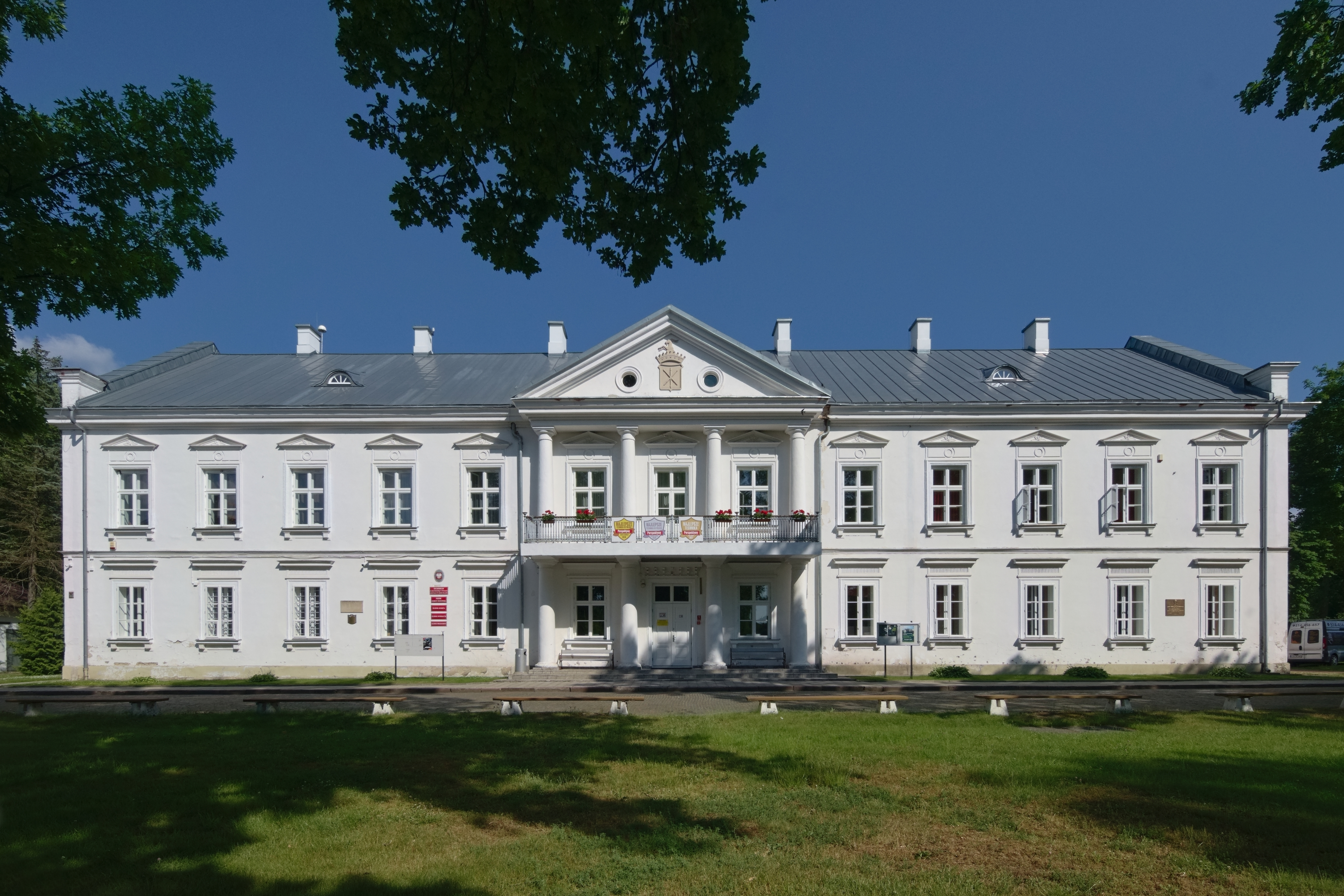
Siedziba zarządu ordynacji w Zwierzyńcu

W 1812 siedziba ordynacji została przeniesiona do Zwierzyńca. Powodem były negocjacje z władzami Księstwa Warszawskiego i plany przekazania twierdzy zamojskiej państwu. Ostatecznie dopiero w 1821 miasto i twierdza Zamość z pasem ziemi tysiąc dwieście sążni od fortecy stały się własnością rządu Królestwa Polskiego. W zamian Zamoyscy otrzymali dobra położone na Mazowszu i Podlasiu. XII ordynat, Stanisław Kostka Zamoyski, utworzył w 1811 r. w Warszawie publiczną Bibliotekę Ordynacji Zamojskiej opartą na zbiorach prywatnych i zlikwidowanej w 1784 r. Akademii Zamojskiej.
Poważne reformy w ordynacji wprowadził XIII ordynat, Konstanty Zamoyski. W Warszawie utworzył w 1833 r. Kancelarię Centralną Dóbr i Interesów Zamoyskich, a Administrację Generalną w Zwierzyńcu podzielił na działy: administracyjny, prawny, polityczny i ekonomiczny, stawiając na czele każdego z nich kierownika. Było to konieczne, gdyż ordynaci często zajmowali się nie tylko zarządem majątku, ale również działalnością publiczną, bawiąc często także za granicą. W tym samym czasie zaczęto w ordynacji zamieniać pańszczyznę na czynsz według przelicznika 1 zł za dzień pańszczyzny sprzężajnej i 15 groszy za dzień pieszej. W 1844 r. ok. 90% chłopów zostało już oczynszowanych. Reforma przyczyniła się do rozwoju samej ordynacji oraz wzrostu towarowości chłopskich gospodarstw. Aby zwiększyć i ustabilizować dochody, większość folwarków oddano w dzierżawę. Zaczęto prowadzić planową gospodarkę leśną. W połowie XIX w. obszar ordynacji wynosił 373723 ha i był zamieszkiwany przez 107764 osoby. Na jej terenie było 9 miast: Goraj, Janów, Józefów, Kraśnik, Krzeszów, Szczebrzeszyn, Tarnogród, Tomaszów i Turobin, 291 wsi, 116 folwarków, 41 młynów, 8 browarów, 7 gorzelni, olejarnia, maglarnia, likiernia, gwoździarnia, tartaki, cegielnie, wapienniki. Całość przynosiła ok. 1,4 miliona złotych zysku rocznie.

### Po uwłaszczeniu chłopów

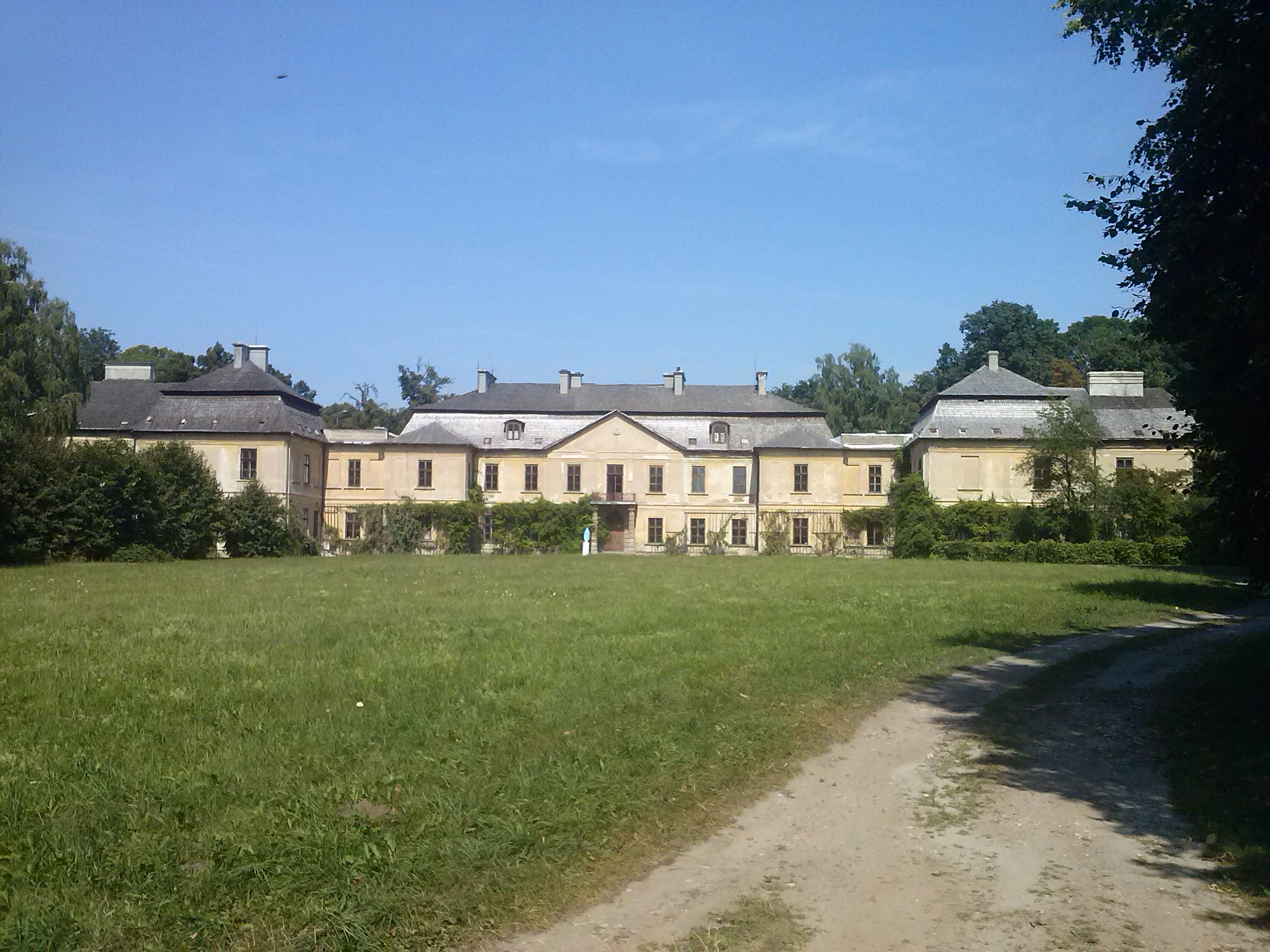
Pałac Klemensów

Reforma uwłaszczeniowa w Królestwie Polskim z 1864 r. zmniejszyła powierzchnię ordynacji o ponad połowę. Spadły znacznie przychody, gdyż chłopi przestali płacić czynsze. Dodatkowo znacznym obciążeniem i kością niezgody stały się serwituty, czyli uprawnienia prawie 16000 gospodarstw chłopskich do korzystania z ordynackich pastwisk i lasów. XIV ordynat, Tomasz Franciszek Zamoyski, za zwolnienie z ciążących na ordynacji służebności oferował chłopom ziemię. W latach 1870–1890 kosztowało go to 2900 ha, a udało mu się porozumieć tylko z 43 wsiami spośród prawie trzystu. Problemy te nie oznaczały, że ordynacka gałąź Zamoyskich popadła w biedę. Zarządzana sprawnie ordynacja (zarząd w całości przeniesiono do Zwierzyńca, w Warszawie zostawiając tylko osobistą kancelarię ordynata) przynosiła z folwarków, gospodarki leśnej, przemysłowej i handlu, nadal ogromne dochody. W Michalowie koło Szczebrzeszyna ordynat rozbudował pałac „Klemensów”, który stał się od tej pory główną, obok warszawskiego Pałacu Błękitnego, siedzibą rodu. Tomasz Franciszek odbudował upadłą bibliotekę ordynacji. Przebudował jej gmach i dokupił ok. 20 tysięcy tomów. W 1885 r. Biblioteka Ordynacji Zamojskiej posiadała duże zbiory numizmatyczne, unikatowe zbiory archiwalne, cenne pamiątki narodowe i księgozbiór złożony z 52 705 tytułów. Do najcenniejszych dzieł należały: Sakramentarz tyniecki z XI w., część Kodeksu supraskiego z XI w., będącego jednym z dwóch, obok Księgi Sawy, pomników języka starocerkiewnego, XIV-wieczny rękopis kroniki Galla Anonima i wiele innych ważnych zabytków piśmiennictwa.

## XX wiek
W przededniu I wojny światowej ordynacja była dobrze prosperującym przedsiębiorstwem. W jej skład wchodziło 156 folwarków podzielonych między trzy klucze ziemskie (godziszowski, księżopolski, zwierzyniecki) i tzw. administrację michałowską. Pracowało w niej 36 młynów, 15 leśnictw, 14 cegielni, 3 browary, 3 wapienniki, 2 tartaki, cukrownia w Klemensowie, fabryka wyrobów drzewnych, wyłuszczarnia nasion, klinkiernia i kamieniołomy. Funkcjonowała ordynacka kolejka wąskotorowa (Płoskie k. Zamościa – Klemensów). Wojna spowodowała znaczne zniszczenia i straty materialne w majątku ordynacji. Dodatkowo podczas rewolucji w Rosji przepadły zdeponowane w tamtejszych bankach kapitały pieniężne ordynacji i osobiste XV ordynata, Maurycego Klemensa Zamoyskiego. Ordynacji nie oszczędziła również wojna polsko-sowiecka w 1920 r. Wojska Siemiona Budionnego splądrowały pałac Klemensów i poniszczyły inne zakłady przemysłowe. Ogółem straty ordynata w latach 1914–1921 oceniono na 8,5 miliona rubli. Maurycy Zamoyski, aktywnie działający w Paryżu na rzecz powstania niepodległej Polski, późniejszy kontrkandydat Gabriela Narutowicza na stanowisko prezydenta, w 1920 r. na pokrycie kosztów dostaw broni dla Polski, przekazał ordynację rządowi francuskiemu jako zastaw.

### W II Rzeczypospolitej
W 1922 r. ordynacja liczyła 190 279 ha i była największym majątkiem ziemskim II Rzeczypospolitej. Trzy klucze folwarków: godziszowski (11 464 ha), księżopolski (13 072 ha), zwierzyniecki (20 323 ha), były wydzierżawione. We własnej administracji pozostawały: klucz michałowski (1529 ha), folwarki w Zwierzyńcu (139 ha) i Floriance (123 ha). Podstawą gospodarki ordynacji były lasy o powierzchni 143 620 ha, skupione w 15 leśnictwach. Maurycy Klemens Zamoyski, XV ordynat – społecznik i polityk, nadzorował majątek przy pomocy zarządców, nie zawsze odpowiednich. Wprawdzie kosztem 76 607 ha gruntów udało się do 1933 ostatecznie uregulować sprawę serwitutów, lecz dochody wciąż się zmniejszały i wzrastało zadłużenie. Aby je zlikwidować, ordynat uzyskał pozwolenie prezydenta państwa na sprzedaż 23 500 ha lasów. Ponieważ to nie wystarczyło, za długi należało jeszcze oddać kilka folwarków i sprzedać państwu kolejne 9200 ha lasu. Dopiero w połowie lat 30. ordynacja licząca wówczas 61 tys. ha i opierająca swe dochody głównie na gospodarce leśnej ponownie zaczęła przynosić dochody. Wcześniejsze kłopoty gospodarcze utrudniły realizację wielu zamierzeń w dziedzinie społecznej i kulturalnej. Mimo to, dzięki finansowaniu z majątku ordynacji, udało się powiększyć znacznie zbiory warszawskiej biblioteki i uruchomić w niej nowoczesną czytelnię. W latach 30. biblioteka posiadała ponad 100 tys. tomów i 9 tys. cennych rękopisów.
W 1939 r. na ordynację składało się 56 199 ha lasów, dwa klucze ziemskie: michałowski (1484 ha) i zwierzyniecki (3242 ha) oraz dwa folwarki: Zwierzyniec (104 ha) i Florianka (54 ha), szkółka ogrodnicza, kilka cegielni, 3 tartaki, 3 młyny, wapienniki, browar, cukrownia w Klemensowie, fabryka wyrobów drzewnych, klinkiernia, kopalnia kamienia, kopalnia piasku i wyłuszczarnia nasion. Zreorganizowany majątek przynosił ok. 2 miliony złotych czystego zysku rocznie. Folwarki i zakłady przemysłowe dawały zatrudnienie wielu mieszkańcom.

### W niemieckim zarządzie

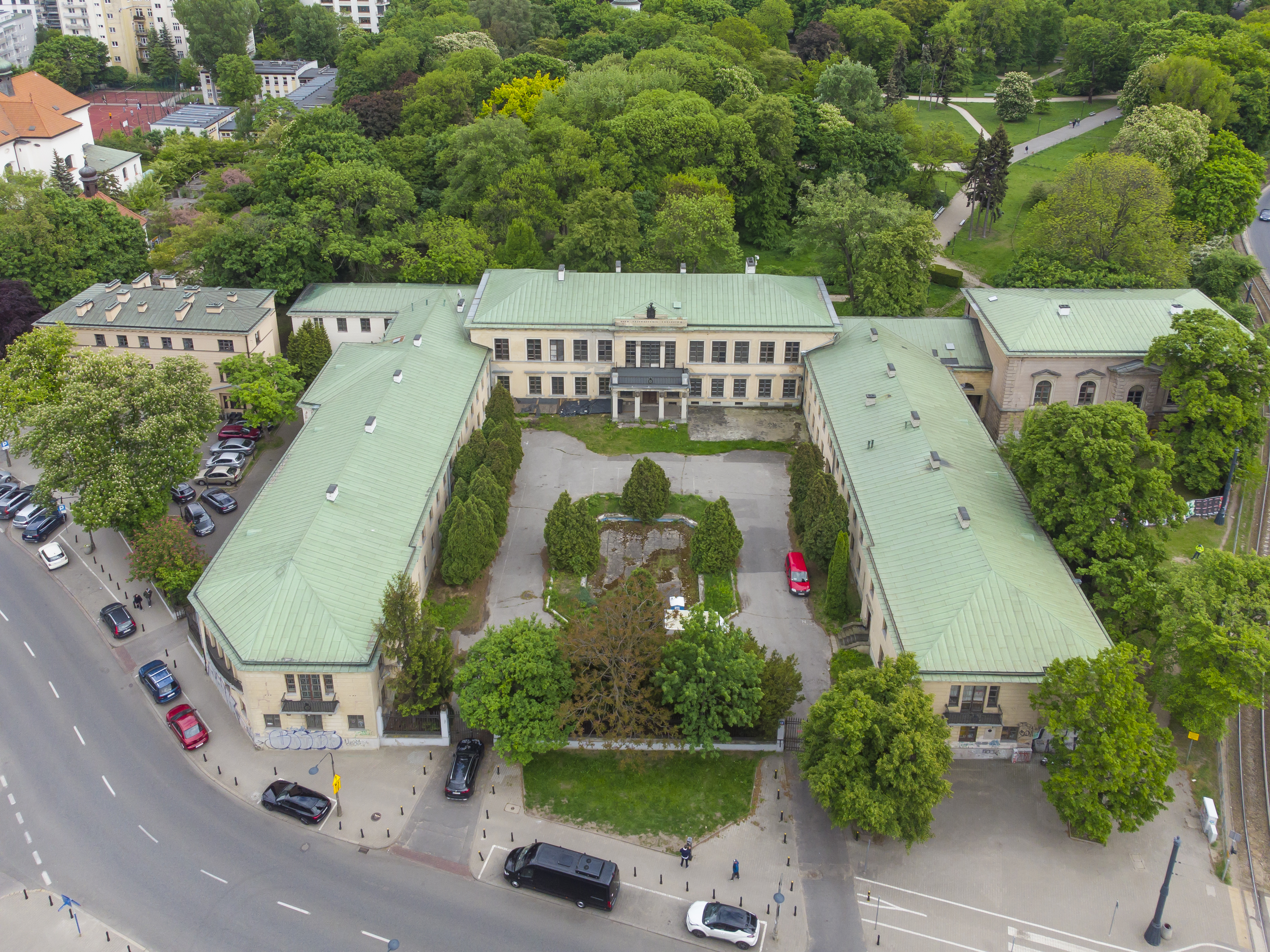
Pałac Błękitny w Warszawie

We wrześniu 1939 r. poważne straty poniosła Biblioteka Ordynacji Zamojskiej w Warszawie i sąsiadujący z nią Pałac Błękitny. Spłonęło wówczas 2000 rękopisów i 700 starych dokumentów. Podczas powstania warszawskiego gmach biblioteki został podpalony przez Niemców. Z bezcennych zbiorów ocalały tylko niektóre dzieła. Zniszczenia dotknęły również tereny ziemskie ordynacji.
W końcu 1939 roku nadzór nad ordynacją przejęły władze okupacyjne. XVI, ostatni ordynat, Jan Tomasz Zamoyski, został praktycznie odsunięty od wpływu na zarządzanie. Niemcy sprawnie gospodarowali w majątkach rolnych. Przeprowadzono mechanizację prac polowych, polepszono strukturę upraw, likwidowano odłogi. Problemem stała się jednak nadmierna eksploatacja głównego dobra ordynacji, jakim były lasy. Ordynat wraz ze służbą leśną, dzięki zaangażowaniu i wybiegom wprowadzającym niemieckich zarządców w błąd co do faktycznej wartości materiału drzewnego, potrafili ochronić przed wyrębem najcenniejsze połacie leśne. W znacznym stopniu właśnie na nich utworzono Roztoczański Park Narodowy.

### Likwidacja ordynacji

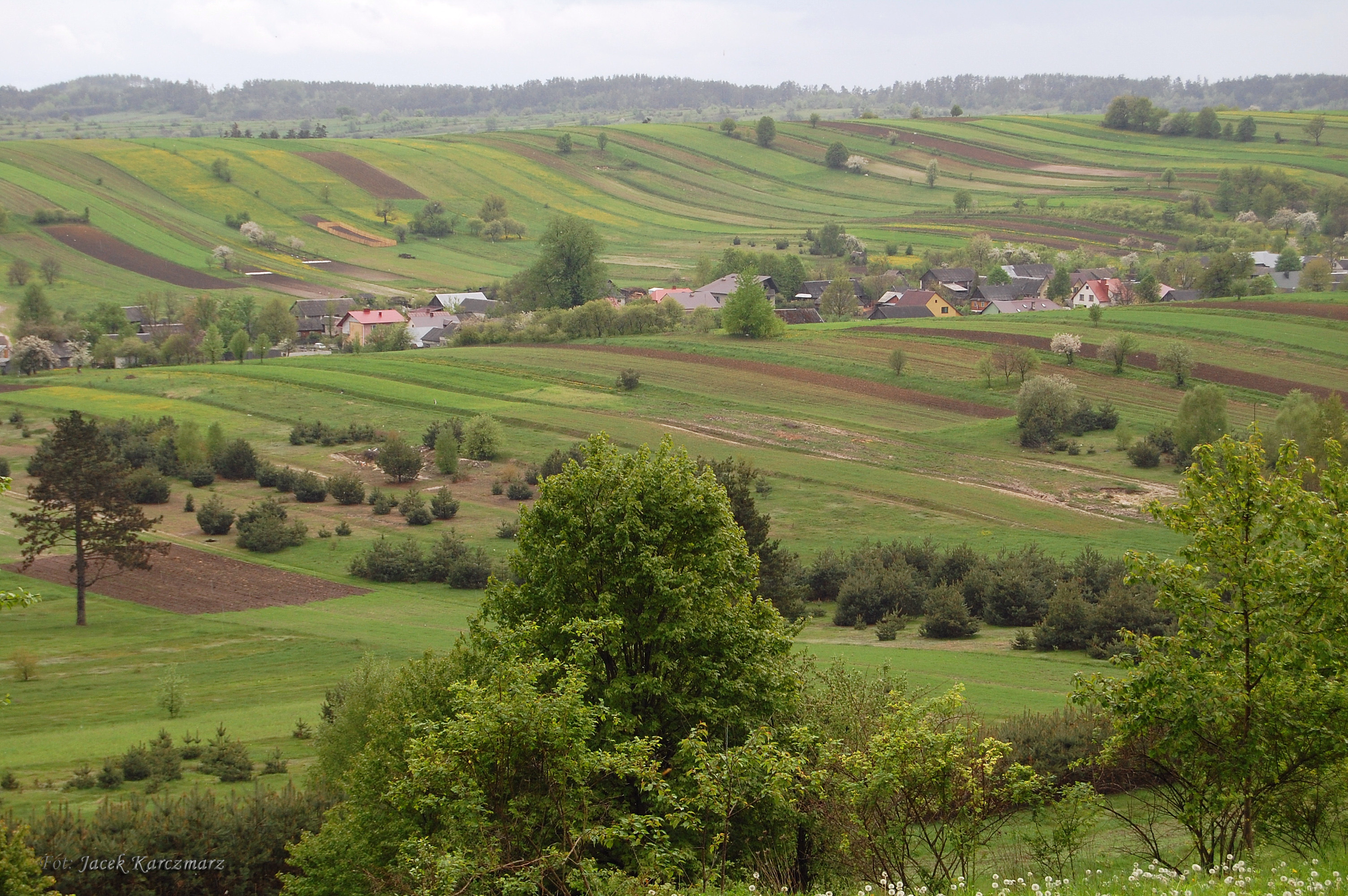
Współczesny krajobraz terenów ordynackich

W momencie wkroczenia Armii Czerwonej licząca 59 054 ha ordynacja była wciąż przynoszącym dochody wielkim, sprawnie zorganizowanym przedsiębiorstwem ziemskim, posiadającym wiele zakładów przemysłowych. Jej istnienie zakończył dekret PKWN z 6 września 1944 o reformie rolnej. Praktycznie natychmiast przystąpiono do parcelacji ordynackich gruntów uprawnych i zakończono ją do listopada. 1208 rodzin otrzymało 2764 ha ziemi. Resztę ziemi przeznaczono dla PGR-u (państwowe gospodarstwo rolne). Główny majątek, czyli 54 889 ha lasów, państwo przejęło na mocy dekretu PKWN z dnia 12 grudnia 1944 r. o nacjonalizacji lasów. Formalnie Ordynacja Zamojska (zarząd i urzędnicy) zakończyła swe istnienie 21 lutego 1945.

## Ordynaci zamojscy
| I.    | 1589-1605 | Jan Zamoyski, hetman wielki koronny, kanclerz wielki koronny      |
| II.   | 1605-1638 | Tomasz Zamoyski, kanclerz wielki koronny                          |
| III.  | 1638-1665 | Jan „Sobiepan” Zamoyski, wojewoda sandomierski                    |
|       |           | Spory o ordynację i przejęcie jej przez młodszą linię Zamoyskich  |
| IV.   | 1676-1689 | Marcin Zamoyski, wojewoda lubelski, podskarbi wielki koronny      |
|       |           | regencja z powodu małoletniości                                   |
| V.    | 1704-1725 | Tomasz Józef Zamoyski, pułkownik                                  |
| VI.   | 1725-1735 | Michał Zdzisław Zamoyski, wojewoda smoleński                      |
| VII.  | 1735-1751 | Tomasz Antoni Zamoyski, wojewoda lubelski                         |
|       |           | regencja z powodu małoletniości                                   |
| VIII. | 1760-1767 | Klemens Jerzy Zamoyski, pułkownik                                 |
| IX.   | 1767-1777 | Jan Jakub Zamoyski, wojewoda podolski                             |
| X.    | 1777-1792 | Andrzej Zamoyski, kanclerz wielki koronny                         |
| XI.   | 1792-1800 | Aleksander August Zamoyski                                        |
| XII.  | 1800-1835 | Stanisław Kostka Zamoyski, prezes senatu Królestwa Polskiego      |
| XIII. | 1835-1866 | Konstanty Zamoyski                                                |
| XIV.  | 1866-1889 | Tomasz Franciszek Zamoyski                                        |
| XV.   | 1892-1939 | Maurycy Klemens Zamoyski, minister spraw zagranicznych            |
| XVI.  | 1939-1946 | Jan Tomasz Zamoyski, Marszałek-Senior Senatu III Rzeczypospolitej |